# Station Bodø
Station Bodø  is een spoorwegstation in Bodø in fylke Nordland in Noorwegen. Het station is het eindpunt van Nordlandsbanen. Het is het op een na noordelijkste spoorwegstation van Noorwegen, alleen Station Narvik ligt noordelijker. Een direct treinverbinding tussen beide stations is er niet.
Plannen om Nordlandsbanen door te trekken naar Bodø bestonden al in de jaren 20 van de twintigste eeuw. Door de economische crisis en de Tweede Wereldoorlog ontbrak het echter aan voldoende middelen. Het duurde daarom tot 1961 dat Bodø werd aangesloten op het Noorse spoorwegennet. De eerste personentrein reed in 1962.
Het stationsgebouw, ontworpen door het eigen architectenkantoor van NSB, is sinds 2012 een beschermd monument.